# Ангола на Светском првенству у атлетици на отвореном 2007.
Ангола је учествовала на 11. Светском првенству у атлетици на отвореном 2007. одржаном у Осаки од 25. августа до 2. септембра једанаести пут, односно учествовала је на свим светским првенствима на отвореном до данас. Репрезентацију Анголе представљало је двоје такмичара (1 мушкарац и 1 жене) у две дисциплине.
На овом првенству представници Анголе нису освојили ниједну медаљу нити је оборен неки рекорд.

## Учесници
| Мушкарци: - Николау Паланка — 400 м | Жене: - Лилиан Силва — 800 м |  |

## Резултати

### Мушкарци
| Атлетичар       | Дисциплина | Лични рекорд | Група    | Група    | Полуфинале           | Полуфинале           | Финале               | Финале       | Детаљи |
| Атлетичар       | Дисциплина | Лични рекорд | Резултат | Место    | Резултат             | Место                | Резултат             | Место        | Детаљи |
| --------------- | ---------- | ------------ | -------- | -------- | -------------------- | -------------------- | -------------------- | ------------ | ------ |
| Николау Паланка | 400 м      | 48,43        | 48,60    | 8. гр 5. | Није се квалификовао | Није се квалификовао | Није се квалификовао | 59 / 55 (60) |        |

### Жене
| Атлетичар    | Дисциплина | Лични рекорд | Група    | Група      | Полуфинале            | Полуфинале            | Финале                | Финале       | Детаљи |
| Атлетичар    | Дисциплина | Лични рекорд | Резултат | Место      | Резултат              | Место                 | Резултат              | Место        | Детаљи |
| ------------ | ---------- | ------------ | -------- | ---------- | --------------------- | --------------------- | --------------------- | ------------ | ------ |
| Лилиан Сијва | 800 м      | 2:06,53 НР   | 2:09,17  | 7. у гр. 2 | Није се квалификовала | Није се квалификовала | Није се квалификовала | 39 / 45 (46) |        |